# Monandria

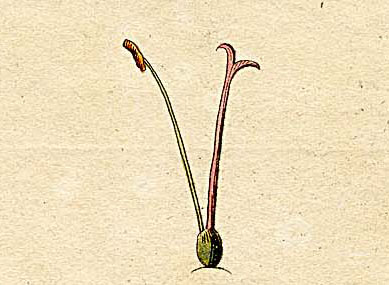
Monandria

Em botânica, monandria  é uma classe de plantas segundo o sistema de Linné.  Apresentam flores hermafroditas com um único estame.
As ordens e os gêneros que constituem esta classe são:
Ordem 1. Monogynia (com um pistilo)
Gêneros: Canna,  Amomum, Costus, Alpinia, Maranta, Curcuma, Kaempferia, Thalia, Boerhavia, Salicornia, Hippuris
Ordem 2. Digynia (com dois pistilos)
Gêneros: Corispermum, Callitriche, Blitum, Cinna

## Ordem monandria
No mesmo sistema de classificação, monandria é uma ordem das classes Monoecia e Dioecia.